# Aegisub
Aegisub est un logiciel open source gratuit et multi-plateforme, permettant la création et l’édition des sous-titres,. Il est l'un des rares logiciels d'édition de sous-titres sur macOS et est utilisé pour divers travaux de sous-titrage, comme du karaoké ou bien du sous-titrage pour sourds et mal entendants. Il est distribué sous la clause 3 de la licence BSD.
Aegisub utilise le format de fichier SSA (SubStation Alpha),. Le logiciel inclut des outils pour la mise en forme des sous-titres, le repérage temporel et possède une prévisualisation de la vidéo en temps réel.
Aegisub est disponible pour Windows, OS X, Linux et FreeBSD. Il existe une version portable du logiciel pour Windows.
Depuis la version 2.1.9, il dispose d'un correcteur automatique d'orthographe, nécessitant le téléchargement du dictionnaire de la langue voulue. Bien que son développement ait été arrêté en 2014, il continue d'être disponible et utilisé par des sous-titreurs amateurs.
Après dix ans de sommeil, le projet est repris et la version 3.4.0 est publiée le 18 décembre 2024.

## Autres logiciels
- SubStation Alpha : Cet abandonware freeware fut le premier outil d'édition de sous-titres. Il n'est plus développé.